# 白虎社
白虎社（びゃっこしゃ）は、かつて存在した日本の前衛舞踏集団。

## 概要
1980年に京都市で設立される。大駱駝艦に所属していた舞踏家の大須賀勇らを中心に、京都・東九条など関西を拠点として活動。暗黒舞踏の系譜をひく舞踏によって日本各地はもとより、アジアやヨーロッパ、中南米をはじめの13か国、16都市での海外公演活動などを展開、天児牛大の主宰する山海塾らとともに舞踏第二世代を形成した。1994年に解散。「ひばりと寝ジャカ」（舞踊批評家協会賞）、「ミナカタクマクスのようなテレビジョン」、「ゾンネンシュターンの夏」などの演目があった。2016年にオープンした京都のKYOTO舞踏館で活動する今貂子（いま てんこ）は、白虎社の出身である。

## 出版物
- 白虎社 編『白虎社的世界』白虎社、京都市、1986年7月。